# 颱風潭美 (2018年)
颱風潭美（英語：Typhoon Trami，國際編號：1824，聯合颱風警報中心：WP282018，菲律賓大氣地球物理和天文服務管理局：Paeng）為2018年太平洋颱風季第24個被命名的熱帶氣旋。「潭美」一名由越南提供，是一種薔薇科的樹木，花朵呈紅色或粉紅色，無香味，可作裝飾用。潭美在9月29日至10月1日橫掃琉球群島和日本列島，在當地造成嚴重破壞，當中導致5人死亡，1人失蹤，逾200人受傷，並造成日本7200萬戶停電。

## 氣象歷史

### 形成初期，分歧嚴重
在颱風山竹吹襲廣東沿岸期間，電腦數值預報模式預測將再有低壓區在關島附近海域形成。預報中的低壓區在9月16日形成，美國海軍研究實驗室給予熱帶擾動編號92W。聯合颱風警報中心在9月18日凌晨給予評級「低」，並於同日下午給予評級「中」。日本氣象廳於9月20日上午10時將其升格為熱帶低氣壓，聯合颱風警報中心也在同日下午5時將評級提升為「高」，並發佈熱帶氣旋形成警報，並於翌日（21日）凌晨5時將其升格為熱帶低氣壓，給予熱帶氣旋編號28W。日本氣象廳在同日凌晨3時20分對其發佈烈風警告，表示系統可能在1日內加強為熱帶風暴。聯合颱風警報中心在當日下午5時率先行把該系統升為熱帶風暴。日本氣象廳在晚上9時10分將其升格為熱帶風暴，給予國際編號1824，並命名「潭美」。香港天文台和中國國家氣象中心也分別在同日晚上8時和翌日凌晨2時將其升格為熱帶風暴，臺灣中央氣象局也在當日晚上8時將其升格為輕度颱風。由於潭美後期在台灣以東海域的引導氣流不明顯，引致該系統的未來路徑有變數，移動速度會變慢，導致各預測部門出現嚴重分歧，預測路徑東至日本本州，西至台灣南部， 但預計該系統將會發展成一個成熟颱風。

### 穩定西移，爆發增強

爆發增強的颱風潭美

9月22日，潭美北面的副熱帶高壓脊向西伸延，引導其以時速20公里西北偏西移動。潭美所在位置海面温度達28度，垂直風切變微弱，高空輻散良好，令其開始快速增強，並發展出中心密集雲團，外圍雲帶也呈放射狀。潭美在當日上午11時45分進入香港天文台責任範圍，該部門把潭美的強度評定為強烈熱帶風暴。國家氣象中心在同日下午2時將其升格為強熱帶風暴，日本氣象廳亦在同日下午2時45分將其升格為強烈熱帶風暴。受惠於附近良好的環境，潭美在9月23日繼續增強，並吸收海水中的能量，發展出「雲捲風眼」，低層風眼亦顯現在微波圖像上。中央氣象局在當天凌晨2時將其升格為中度颱風，日本氣象廳也在同日凌晨2時45分將其升格為颱風，而聯合颱風警報中心、香港天文台和國家氣象中心在同日凌晨5時跟隨。當天副熱帶高壓脊維持強勢，引導潭美繼續向西移動，時速大約20公里，但各預測部門仍然嚴重分歧，預測路徑由廣東沿岸至日本九州不等。潭美在當日下午成功打開「針眼」。香港天文台和國家氣象中心在同日下午5時和晚上8時將其升格為強颱風。潭美於當晚出現雙眼牆，進入眼牆置換循環，並在翌日（24日）打開一個大型風眼。潭美當天置換眼牆後繼續增強，並轉向西北方移動。國家氣象中心和香港天文台分別在當天上午5時及上午8時將其升格為超強颱風。同日下午2時，中央氣象局將其升格為強烈颱風。聯合颱風警報中心也在同日下午5時將其升格為超級颱風。

### 滯留西太，強度下滑
當晚西風槽南下，使該副熱帶高壓脊分裂，位於太平洋的高壓脊開始東退，令潭美夾在華東上空的高壓脊和太平洋上的副熱帶高壓脊之間，陷入兩者造成的鞍形場內，失去引導氣流，移速明顯減慢至每小時10公里以下。各預測部門預測路徑開始統一，均預計潭美在該處滯留後，轉向東北移動橫掃日本，與去年颱風泰利的路徑相似。雖然潭美移速減慢，但該處海面温度炎熱，垂直風切變微弱，令潭美繼續增強。9月25日凌晨5時，聯合颱風警報中心將其中心風速上調至140節（每小時260公里），代表潭美是繼瑪莉亞、飛燕、山竹後年內第4個達到薩菲爾-辛普森颶風等級中第五級強度的颱風，亦是第五個達到日本氣象廳所評定的「猛烈」級別的颱風。但潭美持續緩慢向北飄動，消耗海水的潛熱，並使較冷的海水上翻，加上捲入乾空氣，其強度開始下滑。中央氣象局在翌日（26日）凌晨2時將其降格為中度颱風。聯合颱風警報中心在上午5時將其降格為颱風，香港天文台和國家氣象中心亦在同日上午11時和晚上11時將其降格為強颱風。潭美在當日繼續減弱，附近海溫降至21度，對流減少，風眼擴大。太平洋高壓脊在9月28日略為增強，促使潭美加速至每小時15公里向西北移動，令潭美當天離開該冷水地區，移向沖繩一帶。

### 維持強度，橫掃日本
潭美在9月29日繼續向北方移動，並維持強度，下午在沖繩以西掠過。潭美的雲系當天與北面的鋒面系統結合。當晚潭美轉向東北方移動，並加速至每小時40公里。潭美亦稍微減弱，香港天文台在晚上8時將其降格為颱風。9月30日，潭美繼續向東北方移動。日本氣象廳在當日下午7時宣布潭美在日本和歌山縣田邊市登陸。潭美在當晚橫過本州，於10月1日早上於岩手縣出海。潭美登陸後續漸減弱，香港天文台在當日表示潭美已經逐漸演變為溫帶氣旋，聯合颱風警報中心也在當晚晚上11時對潭美發出最後警告。國家氣象中心則在翌日（10月1日）凌晨1時將其降格為颱風，3小時後降格為強熱帶風暴，更在當日早上8時對其停止編號，表示其已經轉化為溫帶氣旋，日本氣象廳在則在當天上午11時50分認為潭美已轉化為溫帶氣旋。轉化後的潭美繼續向東移動，並繼續減弱。日本氣象廳10月3日上午8時的天氣圖顯示潭美的殘餘低壓區已經消散。

## 影響

### 台灣
潭美在9月28日晚上最接近台灣。潭美的環流巨大，台灣北部多處受到其雨帶和強陣風影響，氣象局針對7個縣市發佈大雨、豪雨特報，也對19個縣市發布陸上強風特報，多處沿海空曠地區及鄰近海域受9至11級的強陣風吹襲。雖然潭美在9月29日已經遠離台灣，但其環流巨大，替台灣北部、東北部帶來巨浪，令4人受傷。

### 日本
當地發布之最高風力警報：暴风警报

#### 琉球群島、九州
潭美在9月28日接近琉球群島，648班來往那霸機場的國內線航班取消，6班來往沖繩和香港的航班取消。潭美在當天下午4至5時最接近沖繩島，在那霸機場以西約30公里掠過，其巨大風眼籠罩整個沖繩島。
潭美在當地帶來狂風暴雨，令當地路面多處水浸，不斷有大浪拍打防波提，水位比平時上升一公尺。沖繩海陸空交通癱瘓，島上近25萬戶停電，當地多處塌樹，建築外牆被吹掉，造成38人受傷，762人撤離。一個25米位於沖繩東南植物園裏的觀音也被吹倒，估計損失超過1億日圓。與潭美相關雲雨鋒面為日本全國多地帶來暴雨，當中沖繩和奄美地方降雨量分別為250毫米和400毫米。
潭美在9月30日移近九州南部和奄美群島一帶，繼續為當地帶來狂風暴雨，當中鹿兒島屋久島町錄得一小時120毫米的雨量，為50年來最高，奄美大島奄美市名瀬港上的紅色燈塔，更加在風浪侵襲下整座消失。鹿兒島縣一共10萬戶停電，另有9人受傷，13人受輕傷。。

#### 本州、四國

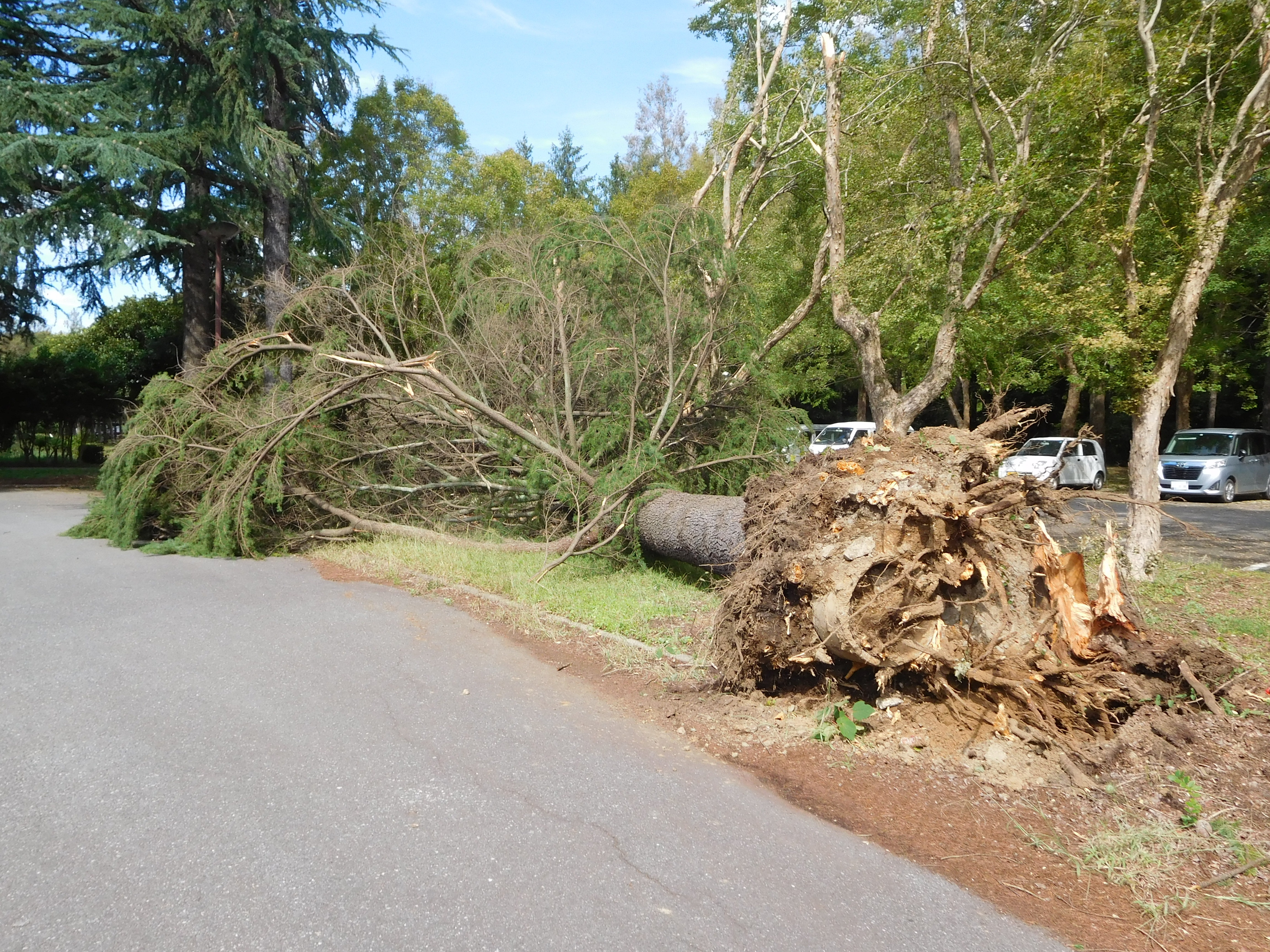
颱風潭美在日本多處造成塌樹。

由於各預測部門預測潭美將會橫掃日本列島，香港其中3間航空公司亦取消9月29日至10月1日最少16班來往香港與日本多地的航班。
該月月初受到颱風燕子吹襲後重創的關西國際機場亦嚴陣以待，計劃在颱風最接近關西地區的7小時前關閉兩條跑道，並在9月30日宣佈關西機場會在當天上午11時至10月1日上午6時關閉，共關閉19小時。京阪神地區的電車也會自當天上午8時（日本時間）起逐步取消，預計同日中午12時所有列車會全部停駛。山陽新幹線新大阪站至廣島站，同樣會於中午12時以後全部停駛。京都著名景點嵐山，日前也將桂川上的30艘屋形船全數以人手搬到岸上的倉庫避災。另外，東海和關東的交通也會逐步停駛，JR東海已表示電車會於下午1時起視情況調整班次，東海道新幹線則會於傍晚起調整班次。JR東日本公司宣布，JR路線中央線從高尾站往西行的路線今晚下午5時起暫時停駛；東京首都圈的JR路線當晚8時以後全面停駛。
潭美在9月30日下午最接近四國，在四國以南海域掠過。四國一帶受到其暴風圈籠罩，高知縣出現龍捲風，令多間房屋損毀。潭美下午繼續移近本州，日本氣象廳宣布潭美於晚上8時在日本和歌山縣田邊市登陸。潭美登陸後為多區帶來狂風暴雨，和歌山沿岸地區的潮漲水位比平時高了約兩米，四國的高知縣安藝區入夜後亦湧起巨浪，沿岸地區水浸。鄰近的愛知、三重和岡山縣河川水位亦急劇上升湧上路面，愛媛縣局部地區更在一小時內錄得破紀錄的一百毫米降雨量，令多處道路水浸，汽車要改道行駛，八王子市更在10月1日凌晨錄得最大瞬間風速為46.5米，創下觀測史上最高紀錄。潭美在日本造成5死、1失蹤、逾200人傷。鳥取縣兩名男性於9月30日在產業道路開車時，在當地時間晚間7點遭到泥石流波及，造成2人死亡；宮崎縣一名67歲婦女在當晚9點疑似被衝入水渠，下落不明；山梨縣在10月1日凌晨12點左右，一名男子因不慎失足而溺斃。受潭美影響，有230條日本國內航班停飛，關東甲信越地區10都縣共有超過45萬戶停電，其中神奈川縣有15萬3700戶停電，位於東海地區的靜岡縣更一度有超過70萬戶斷電，愛知縣和三重縣亦有超過1.9萬戶停電，當地1800盞交通燈暫停運作。京王線在當天東京世田谷區代田橋至明大前站間，撞到倒塌的圍牆，電車車頭附近毀損，當時車上有70名左右的乘客，但無人受傷，改步行至下一站，京王線有多個區間停駛。地下鐵三田線因沿線有路樹傾倒，東急池上線有民宅牆壁崩落至鐵軌等，造成部分路線停駛。有貨船被吹至撞毀東京灣海堤，但沒人受傷。

## 外部連結
- （日語）日本氣象廳首頁 （页面存档备份，存于）
- （英文）美國聯合颱風警報中心首頁（页面存档备份，存于）
- （简体中文）中國國家氣象中心首頁
- （繁體中文）臺灣中央氣象局首頁（页面存档备份，存于）
- （繁體中文）香港天文台首頁 （页面存档备份，存于）
- （繁體中文）澳門地球物理暨氣象局首頁（页面存档备份，存于）
- （英文）菲律賓大氣地球物理和天文管理局首頁（页面存档备份，存于）